# Delling (Seefeld)
Delling ist ein Landgut im Aubachtal bei Seefeld im Landkreis Starnberg. Es befindet sich im Besitz der Stadt München.

## Geschichte

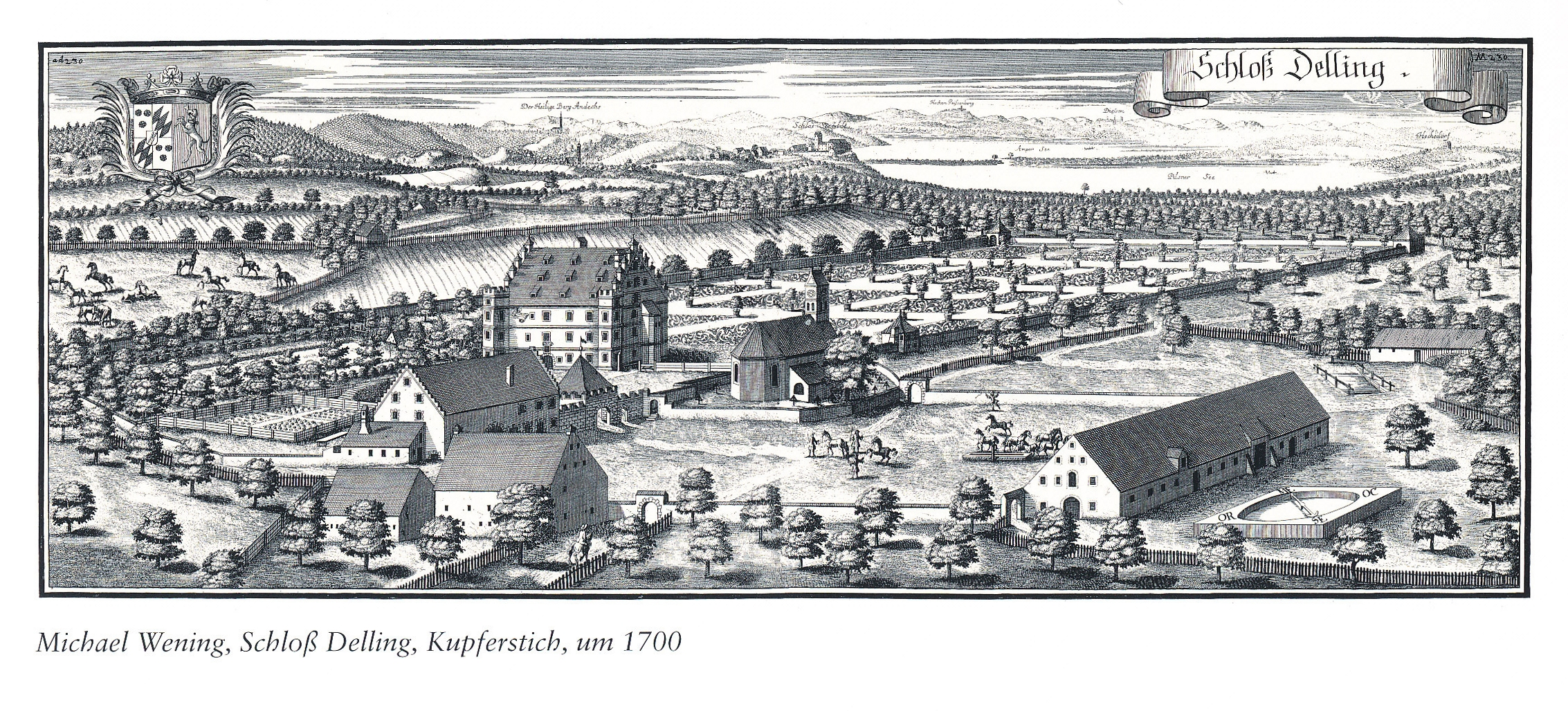
Schloss Delling nach einem Stich von Michael Wening (1720)

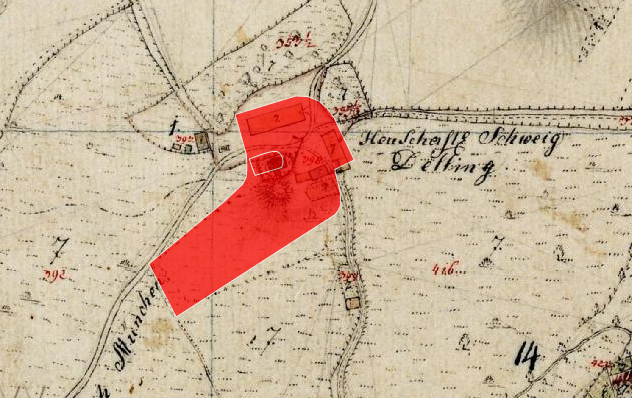
Lageplan von Schloss Delling auf dem Urkataster von Bayern

Der Ort wurde bereits im frühen 12. Jahrhundert als Besitz der Herren von Telingen erwähnt. Die Burg Delling spielte in den Kämpfen zwischen den Andechsern und Wittelsbachern eine wichtige Rolle und wurde 1243 zerstört. 1248 wurde der Weiler bayerisches Herzogslehen. 1301 fiel er in den Besitz der Wildecker. Den ersten Hinweis auf die Hofmark Delling findet man 1442. Die Besitzer der Hofmark wechselten im Lauf der Jahre: Tuxenhauser (1445), Pechthaler (1494), Lung von Planegg (1527), Schöttl (1535). 1580 ging die Hofmark über Herzog Wilhelm in den Besitz der Herrschaft Seefeld über. 1972 veräußerte es Graf Toerring an den Planegger Baron Hirsch, der es wiederum 1981 der Stadt München verkaufte.
Das Schloss Delling wurde im 18. Jahrhundert abgebrochen. Die Anlage wird als Bodendenkmal unter der Aktennummer D-1-7933-0156 im Bayernatlas als „Burgstall und abgegangenes Hofmarkschloss des Mittelalters und der frühen Neuzeit ("Schloss Delling") mit Wirtschaftshof und barocker Gartenanlage“ geführt. Ebenso ist sie unter der Aktennummer D-1-88-132-8 als denkmalgeschütztes Baudenkmal von Delling verzeichnet.

## Sehenswürdigkeiten
- Gutshof Delling in der Mühlstraße 2, ein ehemaliges Nebengebäude des Dellinger Schlosses, errichtet im 16./17. Jahrhundert, äußeres Erscheinungsbild 19. Jahrhundert. Das Gut wird vom Gut Buchhof aus verwaltet.

- Hofmarkskapelle St. Georg, errichtet 1774/75 von Franz Ignaz Wolf,  Leonhard Matthäus Gießl oder Balthasar Trischberger, 1987 renoviert im Auftrag der Stadt München,[1] Im Innern ein Franz Xaver Schmädl zugeschriebener Altar
- Bildstock am Antoniusberg, 16. Jahrhundert
- Eichenallee zwischen Seefeld und Ettenhofen, 18. Jahrhundert
- Dellinger Buchet, ein Wald mit Aussicht

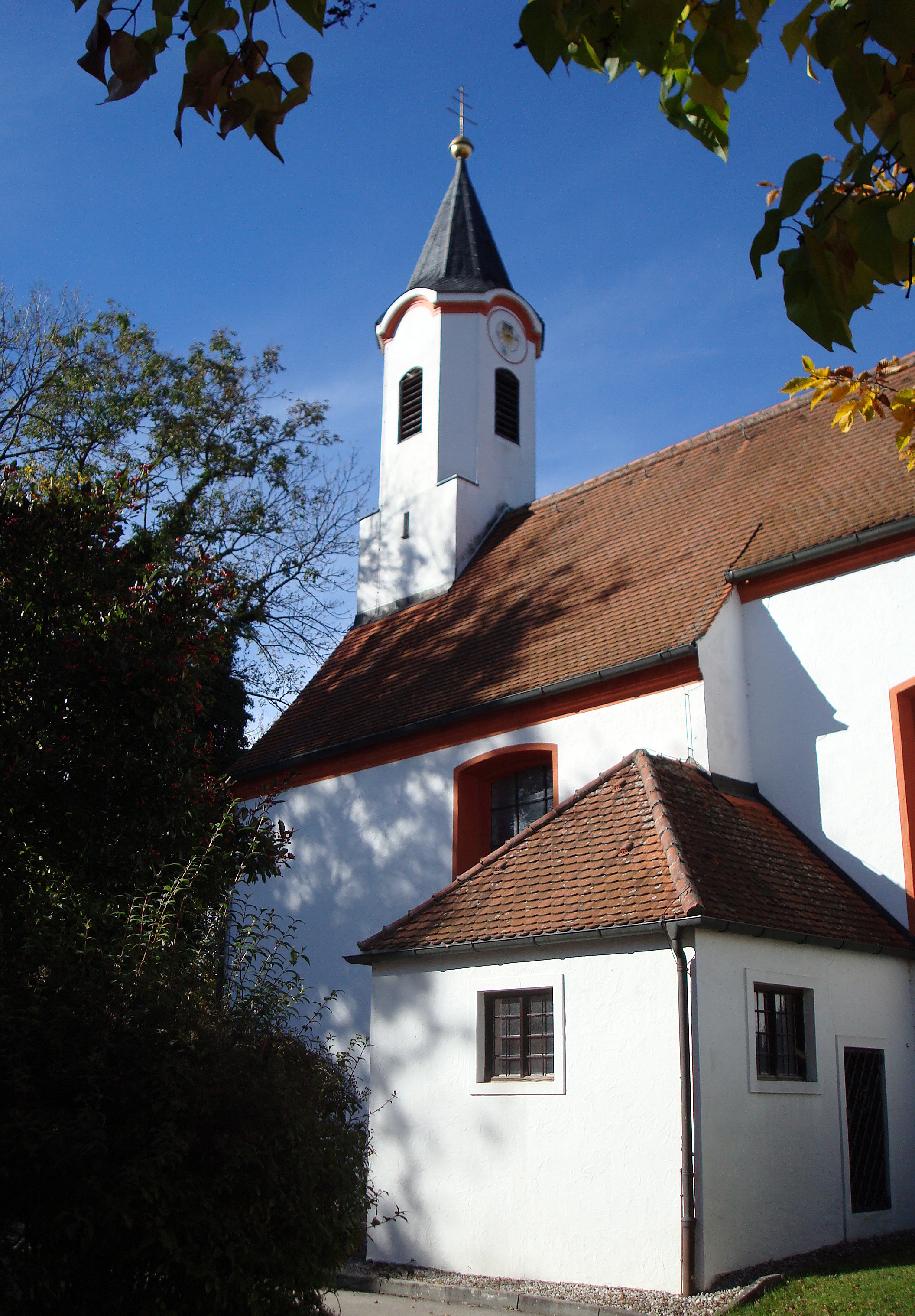
Kapelle St. Georg
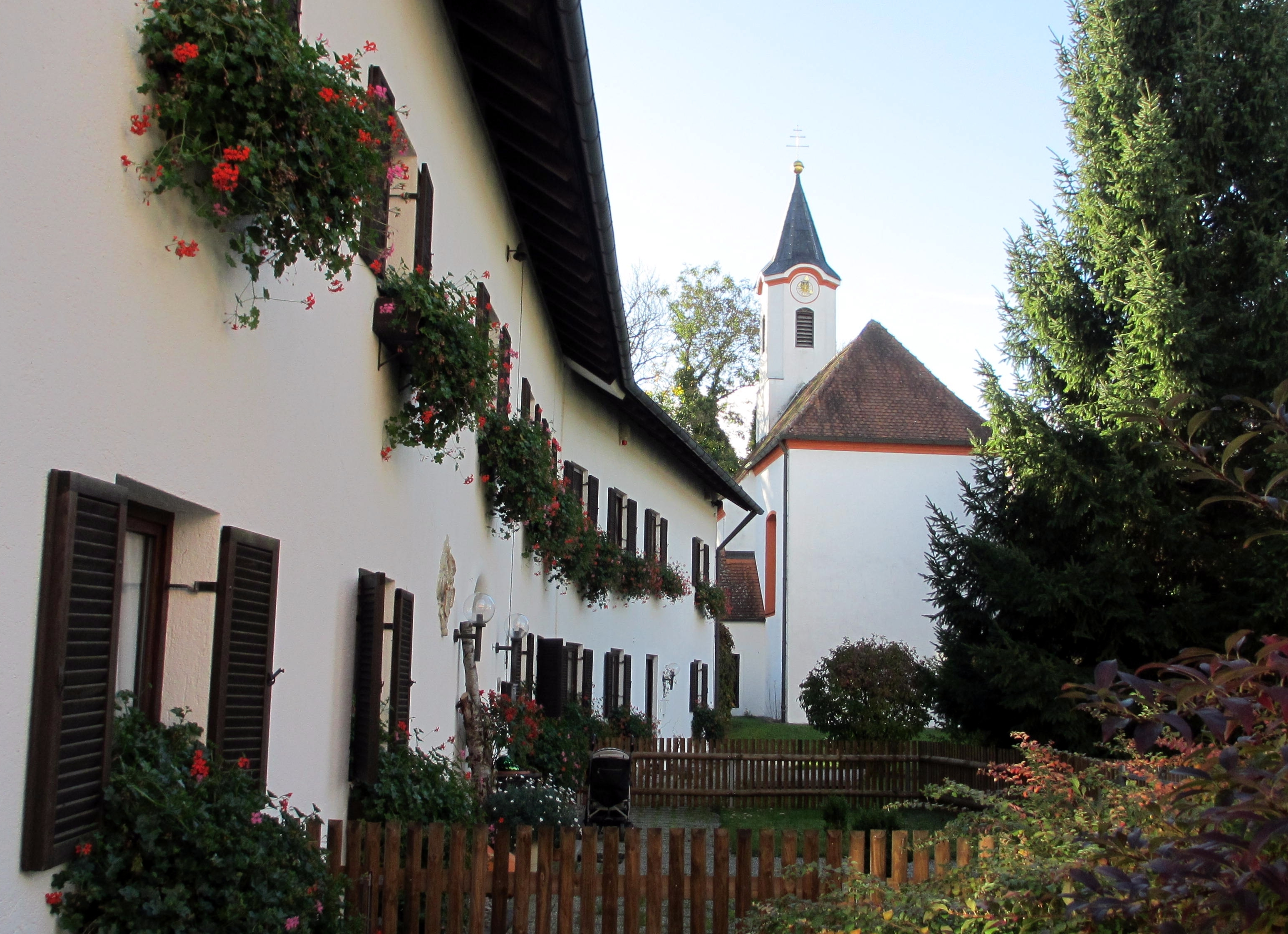
Gutshaus mit Kapelle St. Georg
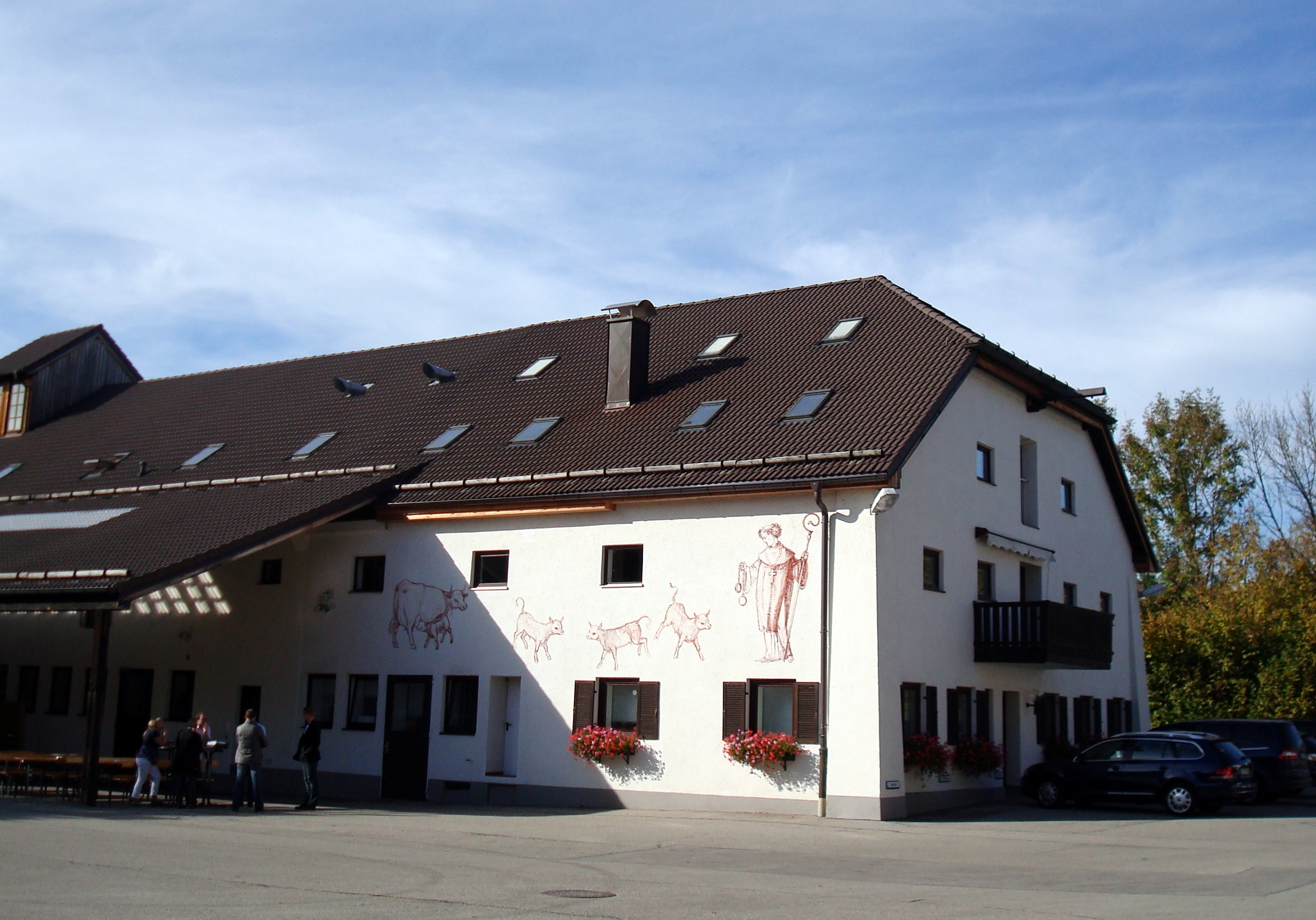
Wirtschaftsgebäude
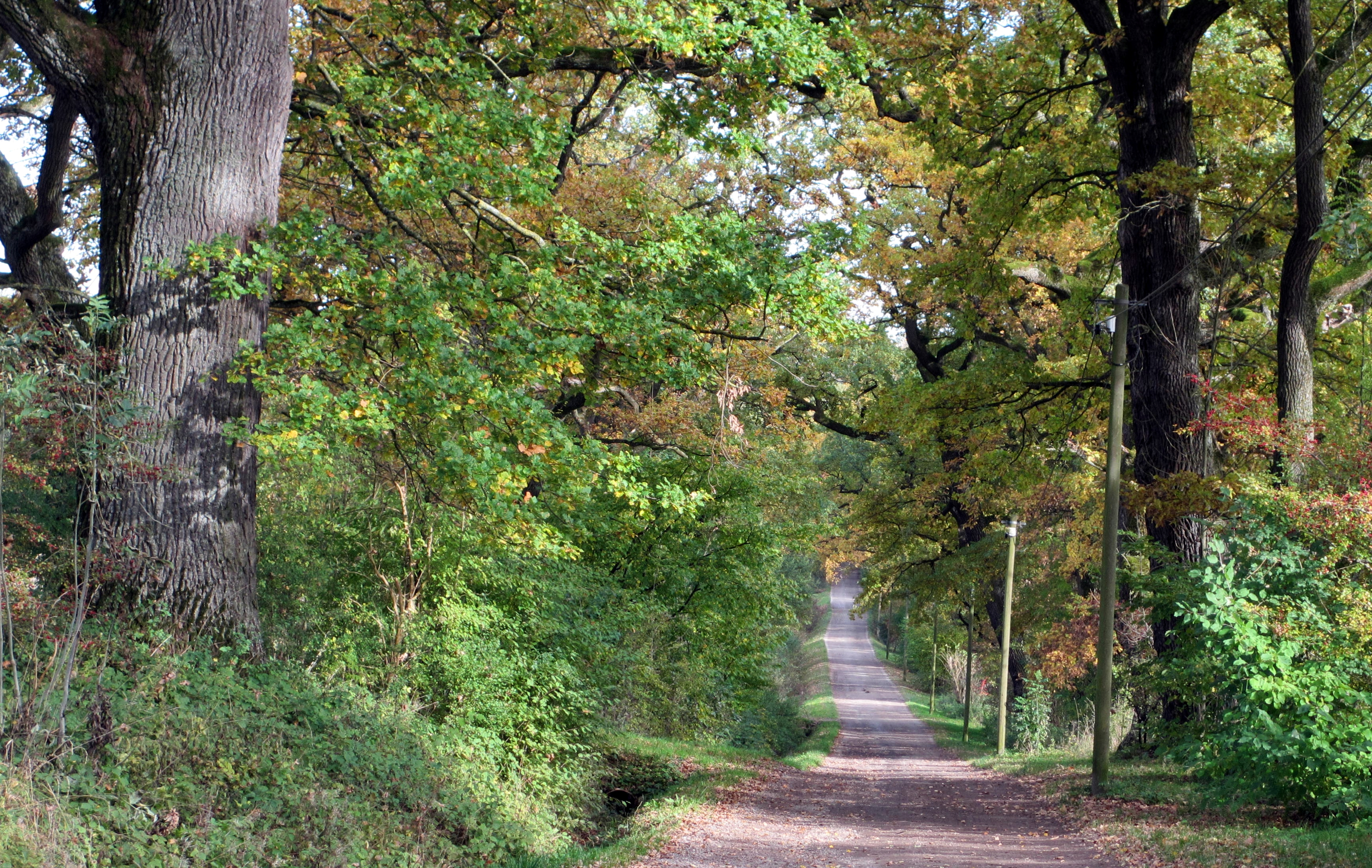
Eichenallee Gut Delling – Schwaige Ettenhofen
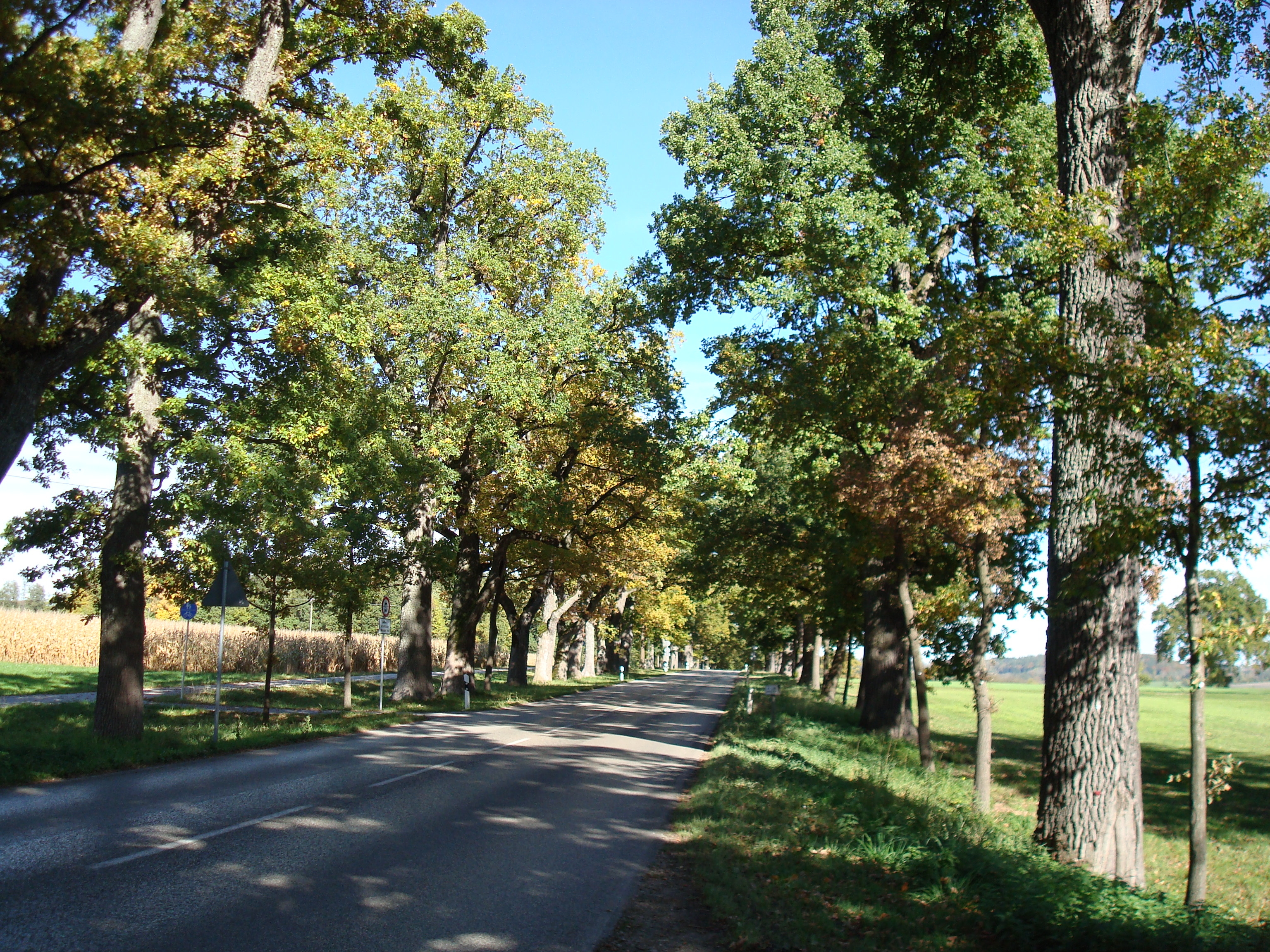
Eichenallee Schloss Seefeld – Gut Delling

## Wirtschaft
Die TQ-Group GmbH hat ihren Firmensitz in Delling.